# Cancello ed Arnone
Cancello ed Arnone (Cancielle o Cancielle Arnone in campano) è un comune italiano di 5 735 abitanti della provincia di Caserta, in Campania.

## Storia
Il Comune di Cancello ed Arnone è il risultato di un’unione di terre appartenenti ad antichi casali strettamente correlati a Capua, infatti tra le prime notizie documentarie risalenti al 1114, la località di Arnone appare menzionata in un documento del monastero di Sant’Angelo in Formis; si passa poi alla dominazione di alcune illustri famiglie, come i Filangieri, gli Estendarda e i Cantelmo, per poi diventare uno tra i domini degli arcivescovi di Capua. All’inizio del Trecento, il feudo fu venduto a Bartolomeo di Capua, principe della Riccia dopodiché nel Settecento successe la casata dei Sanseverino. Nel Seicento, per iniziativa dei viceré spagnoli, ebbero inizio i lavori di bonifica dell’agro comunale. I lavori vennero poi ripresi nell’Ottocento, ma si conclusero soltanto dopo la seconda guerra mondiale.

### Simboli
Lo stemma è stato riconosciuto con DPCM del 25 giugno 1945.
Nello stemma è raffigurato un cancello d'oro, con sbarre orizzontali nere, in campo d'argento.
Il gonfalone è un drappo di azzurro.

## Monumenti e luoghi di interesse
- Chiesa di Maria SS. Assunta in Cielo (ad Arnone)
- Chiesa di Maria SS. delle Grazie Regina di tutti i Santi (a Cancello)
- Cappella di Maria SS. delle Grazie (a Cancello), risalente al XVIII secolo
- Sito archeologico Impianto Vinario (in località Arnone), risalente al primo secolo d.C.

## Società

### Evoluzione demografica
Abitanti censiti

### Etnie e minoranze straniere
Al 31 dicembre 2023 la popolazione straniera era di 707 persone, pari all'11,76% della popolazione

## Infrastrutture e trasporti
Il comune è attraversato dalla strada provinciale via Santa Maria a Cubito ed è servito dalla stazione di Cancello Arnone posta sulla ferrovia Roma-Formia-Napoli.

## Amministrazione
| Periodo | Periodo   | Primo cittadino     | Partito                        | Carica      | Note |
| ------- | --------- | ------------------- | ------------------------------ | ----------- | ---- |
| 1988-   | 1990      | Mattia Branco       | Democrazia Cristiana           | Sindaco     |      |
| 1990-   | 1993      | Salvatore D'Aniello | Democrazia Cristiana           | Sindaco     |      |
| 1993-   | 1996      | Raffaele De Lucia   | Movimento Sociale Italiano     | Sindaco     |      |
| 1996-   | 1997      | Immacolata Fedele   |                                | commissario |      |
| 1997-   | 2001      | Raffaele Ambrosca   | Lista Civica (Centro-destra)   | Sindaco     |      |
| 2001-   | 2006      | Raffaele Ambrosca   | Lista Civica (Centro-destra)   | Sindaco     |      |
| 2006-   | 2008      | Pasqualino Emerito  | Lista Civica (Centro-sinistra) | Sindaco     |      |
| 2008-   | 2008      | Gaetano Cupello     |                                | commissario |      |
| 2008-   | 2013      | Pasqualino Emerito  | Lista Civica (Centro-sinistra) | Sindaco     |      |
| 2013-   | 2018      | Pasqualino Emerito  | Lista Civica (Centro-sinistra) | Sindaco     |      |
| 2018-   | in carica | Raffaele Ambrosca   | Lista Civica (Centro-destra)   | Sindaco     |      |